# Georg Friedrich Heinrich Rheinwald
Georg Gottlob Friedrich Heinrich Rheinwald (* 20. Mai 1802 in Scharnhausen, Württemberg; † 31. März 1849 in der Nähe von Berlin) war ein deutscher evangelischer Theologe und Kirchenhistoriker.

## Leben
Georg Friedrich Heinrich Rheinwald war der Sohn des promovierten Predigers Carl Friedrich Rheinwald in Scharnhausen und von Ernestine Charlotte, geb. Göz. Seine Eltern hatten am 18. November 1800 in Stuttgart geheiratet. Sein jüngerer Bruder Friedrich Wilhelm Carl Rheinwald wurde am 6. Mai 1805 geboren. Die erste schulische Ausbildung der Brüder unternahm der Vater. Ab 1814 besuchte er das Gymnasium in Stuttgart. Von 1820 bis 1823 studierte er evangelische Theologie und Philosophie an der Eberhard Karls Universität in Tübingen. Dort hörte er Vorlesungen von Johann Friedrich Flatt, Ernst Gottlieb Bengel und Johann Christian Friedrich Steudel, aber auch bei den katholischen Professoren Johann Sebastian von Drey, Johann Baptist von Hirscher und Pfeilmoser. Er wohnte dort im Evangelischen Stift. Er promovierte zum Dr. phil. Einer seiner Kameraden dort war der spätere Dichter Eduard Mörike.
1824 und 1825 war er in Berlin als „Dr. der Philosophie“ gemeldet. 1823 war der Student an der Friedrich-Wilhelms-Universität in Berlin. Er habilitierte 1826 und wurde Privatdozent der evangelischen Theologie für „Kirchengeschichte und Neues Testament“ in Berlin. Ab Ostern 1827 hielt er dort Vorlesungen u. a. „Apostelgeschichte“, „Missionsgeschichte der evangelischen Kirche“ und „Examination über die Kirchengeschichte“. 1830 ernannte man ihn zum außerordentlichen Professor in Berlin. Am 28. März 1833 schied er offiziell aus dem Amt in Berlin, aber schon Ende Januar 1833 war er in Bonn. Am 13. Juli 1833 wurde er zum ordentlichen Professor der evangelischen Theologie an der Rheinischen Friedrich-Wilhelms-Universität Bonn ernannt und hielt dort Vorlesungen. Am 3. Mai 1834 wurde er zum Ordinarius, mit Unterstützung des Kurators der Universität Philipp Joseph von Rehfues, habilitiert.
Rheinwald hatte ein Verhältnis mit einer unglücklichen verheirateten Frau eines katholischen Medizinprofessors in Bonn, die er angeblich zur Scheidung von ihrem Mann überredet haben sollte. Im Herbst 1834 verließ er Bonn wegen dieser Affäre. Die evangelisch-theologische Fakultät in Bonn verlangte, dass er keine Vorlesungen mehr halten dürfte. Nach einer längeren Untersuchung beschloss Ernst von Bodelschwingh der Ältere mit Erlass vom 5. Juni 1836, dass Rheinwald keine Vorlesungen halten durfte, Rheinwald wurde suspendiert und schließlich Rheinwald am 7. Juni 1843 durch eine „Cabinetsordre“ seiner Stellung enthoben.
Er reiste zwischen 1834 und 1836 nach Süddeutschland, Frankreich und Belgien und hielt sich längere Zeit in München auf. Hier fand er ein Manuskript von Petrus Abaelardus, das er erstmals edierte. Mit einem Schreiben vom 21. März 1838 an Ferdinand Hand unterstützte Rheinwald Emanuel Geibel bei dessen Promotionswünschen an der Universität Jena.
Am 1. April 1838 wurde Rheinwald die Redaktion der Allgemeinen Preußischen Staats-Zeitung übertragen, nachdem zuvor Leopold Ranke diese Aufgabe abgelehnt hatte. Bereits am 8. Juni 1838 wurde er aber wieder von dieser Funktion entbunden. Sein Nachfolger in der Funktion als Redakteur der Zeitung wurde der Philosoph August Arnold. Rheinwald blieb aber weiterhin Mitarbeiter des Ministeriums für geistliche und Unterrichts-Angelegenheiten.
Rheinwald war Mitarbeiter der 9. Ausgabe der Allgemeinen deutschen Real-Encyklopädie für die gebildeten Stände von Brockhaus. 1846 erkrankte er an einem „Nervenleiden“ und musste seine redaktionellen Tätigkeiten einstellen. Zeitweise war er stationär untergebracht. Seine letzte amtliche Adresse war: „Rheinwald, G. F. H. Dr. d. Theologie u. Philosophie, ordentl. Prof. d. Theologie, Potsdamer Str. 116“. Er starb am 31. März 1849 in der Nähe von Berlin.

## Werke
- Commentar über den Brief Pauli an die Philipper. Mit einem Vorwort von A. Neander. Theodor Christian Friedrich Enslin, Berlin und Landsberg a. D. W. 1827; Textarchiv – Internet Archive.
- Heinrich Rheinwald, Karl Vogt: Homiliensammlung aus den ersten sechs Jahrhunderten der christlichen Kirche. Für Freunde des Christenthums und seiner Geschichte mit Einleitungen und Erläuterungen hrsg. von Ludwig Pelt. Theod. Christ. Friedr. Enslin, Berlin 1829 Enthält Ephraem Syrus, Macarius, Gregor von Nyssa, Gregor von Nazianz
- Die kirchliche Archäologie dargestellt. Theod. Chr. Friedr. Enslin, Berlin 1830 books.google.de[28]
- Allgemeines Repertorium für die theologische Litteratur und kirchliche Statistik in Verbindung mit mehreren Gelehrten hrsg. von G. F. H. Rheinwald. Friedrich August Herbig, Berlin 1833 bis 1846 ub.uni-tuebingen.de
- De pseudodoctoribus Colossiensibus. Commentatio exegetico-historica. Adolph Marcus, Bonn 1834; Textarchiv – Internet Archive.
- Petri Abaelardi epitome theologiae christianae. Friedrich August Herbig, Berlin 1835; Textarchiv – Internet Archive.
- Wanderungen eines sächsischen Edelmanns zur Entdeckung der wahren Religion. 3 Bde., Friedrich August Herbig, Berlin 1835, 1836, 1837[29]
  - 1. Theil digitale-sammlungen.de
  - 2. Theil digitale-sammlungen.de
  - 3. Theil digitale-sammlungen.de
- Ueber die Union herausgegeben von Dr. G. F. H. Rheinwald, ordentlichem Professor der Theologie zu Jena [sic!]. 2. Aufl. Friedrich August Herbig, Berlin 1836
- Die Evangelischgesinnten im Zillerthal. Friedrich August Herbig, Berlin 1837; Textarchiv – Internet Archive.
  - Verhaal van de verhuizing der Evangelischen uit het Ziller-dal … Niederländische Übersetzung. 1838; Textarchiv – Internet Archive.
  - The Protestant Exiles of Zillerthal, their persecutions, and expatriation from the Tyrol: translated from the German. By J. B. Saunders. Englische Übersetzung. 1840; Textarchiv – Internet Archive.
- Hrsg.: Berliner allgemeine Kirchenzeitung. Berlin 1839 bis 8. April 1846[30]
- Acta historico-ecclesiastica seculi XIX. 3 Bde. Jahrgang 1835, 1836, 1837. Friedrich Perthes, Hamburg 1838–1840
  - Jahrgang 1835. Friedrich Perthes, Hamburg 1838 books.google.com.au[31]
  - Jahrgang 1836. Friedrich Perthes, Hamburg 1839; Textarchiv – Internet Archive.
- Das Schwarze Buch oder die enthüllte Propaganda Belgiens. Aus dem Französischen. Mit einleitenden Bemerkungen. H. A. Pierer, Altenburg 1838; Textarchiv – Internet Archive.[32]
- Gustavi Adolphi Suecorum Regis Memoria. Ex Joannis Valentini Andreae Elogiis Redintegrandam Curavit. Hermann Schultze, Berlin 1844
- Ioannis Valentini Andreae theologi q. Württembergenis. Vita, ab ipso conscripta. Hermann Schultze, Berlin 1849 books.google.de

## Briefe
In der Briefdatenbank Kalliope sind folgende Briefe Rheinwalds erfasst:
- Rheinwald an Gottschalk Diedrich Baedeker. 25. Januar 1833. Universitäts- und Landesbibliothek Bonn.
- Rheinwald an Johann Christian Friedrich Burk o. D. Württembergische Landesbibliothek Stuttgart. Signatur: Cod. hist. fol. 878. Fasz. X.
- Rheinwald an Carl Grüneisen 7. Mai 1840. Deutsches Literaturarchiv Marbach, Neckar / Handschriftenabteilung. Signatur: Z 2356
- Rheinwald an Hauptmann von Hardegg 1. Juni. Mittwoch. Stadtarchiv und Stadthistorische Bibliothek Bonn. Signatur: I i 98/393.
- Rheinwald an Hurter Verlags-Buchhandlung. 15. Februar 1844. Universitätsbibliothek Freiburg, Breisgau. Signatur: Autograph Nr. 1454.
- Rheinwald an die J. G. Cotta’sche Buchhandlung. Fünf Briefe. (zwischen 20. Mai 1821 und 27. Juni 1835). Deutsches Literaturarchiv Marbach, Neckar, Handschriftenabteilung. Signatur: Cotta$Br.$Heinrich.
- Rheinwald an Gustav Schwab. Zwei Briefe (1824–1836). Universitätsbibliothek Tübingen. Signatur: Md 755 525.
- Rheinwald an Carl Christian Ullmann 10. August 1838. Universitätsbibliothek Heidelberg. Signatur: Heid. Hs. 2807,34.
- Rheinwald an Carl Christian Ullmann. Drei Briefe (1832–1844). Universitätsbibliothek Heidelberg. Signatur: Heid. Hs. 2808,232.
- ein Brief vom 5. August 1830 („Geehrter Herr Geheim Rath“) ubka.uni-karlsruhe.de (PDF; 340 kB)
- Rheinwald an einen Unbekannten am 15. Februar 1844 leo-bw.de

und weitere Briefe an unbekannte Empfänger.